# Renato Carlos Martins Júnior
Renato Carlos Martins Júnior, noto come Renatinho (São Vicente, 14 maggio 1987), è un ex calciatore brasiliano, di ruolo attaccante.

## Carriera

### Club
Il 7 gennaio 2015 viene acquistato dallo Skënderbeu.

## Palmarès

### Club

#### Competizioni nazionali
- Campionato albanese: 1

Skënderbeu: 2015-2016